# Stephen Thompson
Stephen "Wonderboy" Thompson (født 11. februar 1983 i Simpsonville, South Carolina, USA) er en professionel mixed martial artist-udøver og tidligere fuld-kontakt kickboxer, der på nuværende tidspunkt konkurrerer i Welterweight i Ultimate Fighting Championship. Thompson er ubesejret i 37 amatør og 20 professionelle kickboxing-kampe. Han har trænet med tidligere UFC Welterweight og Middleweight-mester Georges St-Pierre og træner på nuværende tidspunkt med sin svoger, den tidligere UFC-Middleweight-mester Chris Weidman.
Thompson anses bredt for at være en af største stående kæmpere i UFC's historie. I marts, 2019, er han rangeret som #3 på den officielle UFC welterweight-rangeringsliste

## Baggrund
Thompson voksede op i en kampsports-familie hvor hans far, Ray Thompson, der var professionel kickboxer og ejede en karate-skole i South Carolina. Thompson startede med at træne karakte i en alder af 3, hvor han blev undervist af sin far. Han begyndte at kæmpe kickboxing og karate-kampe i en alder af 15.

## Kampsports-karriere

### Kickboxing
Thompson er hovedunderviser på børneholdet på Upstate Karate i Simpsonville i South Carolina. Han er den ældste søn af Ray Thompson, der er hans træner og manager. Thompson bestod fra high school i 2001. Han har trænet kampsort siden sine tidlige teenageår og har sort bælte i Tetsushin-ryū Kempo, American Kickboxing and Jujutsu. He træner Braziliansl Jiu-Jitsu hos Carlos Machado, der også er hans svoger.
I 2006, var Thompson rangeret som #1 i Chuck Norris’ World Combat League.
Thompson har også medvirket i Martial Arts Digest magazine, Fighter magazine og MMA Authority magazine.
Thompson har optrådt sammen med sin far på Peace Center for the Performing Arts i “Athletes Project” og har optrådt i adskillige tv-reklamer.
Thompson kæmpede mod Raymond Daniels i en kamp med høje forventninger. Thompson tabte kampen via teknisk knockout på grund af en knæskade, der gjorde ham ude af stand til at fortsætte. Men dette blev senere vurderet som en "no contest".

### Ultimate Fighting Championship

#### 2014
Thompson mødte Robert Whittaker den 22. februar, 2014 på UFC 170. Han vandt kampen via teknisk knockout i 1. omgang. Sejren tildelte ham ligeledes hans første Performance of the Night bonuspris.
Thompson mødte Patrick Côté den 27. september, 2014 på UFC 178. Thompson vandt kampen via enstemmig afgørelse (29–28, 29–28, and 30–27).

#### 2015
Thompson skulle have mødt Brandon Thatch den 14. februar, 2015, på UFC Fight Night: Henderson vs. Thatch. Men Thompson meldte afbud til kampen den 30. januar, på grund af en skulderskade og blev erstattet af den tidligere UFC-Lightweight-mester Benson Henderson.
Thompson mødte Jake Ellenberger den 12. juli, 2015 på The Ultimate Fighter 21 Finale. Han vandt kampen via KO i 1. omgang og vandt Performance of the Night bonusprisen.

#### 2016
Thompson skulle have mødt Neil Magny den 2. januar, 2016 på UFC 195. Men Magny blev sat ind som erstatningsmodstander for en skadet Matt Brown og mødte i stedet Kelvin Gastelum den 21. november, 2015 på The Ultimate Fighter Latin America 2 Finale. Som resultat af dette blev, Thompson fjernet fra kortet og ombooket til at møde den tidligere mester Johny Hendricks den 6. february, 2016 på UFC Fight Night: Hendricks vs. Thompson. Han vandt kampen via TKO i 1. omgang. Sejren tildelte ligeledes Thompson sin tredje Performance of the Night bonuspris.
Thompson mødte herefter Rory MacDonald den 18. juni, 2016 på UFC Fight Night: MacDonald vs. Thompson. Han vandt kampen via enstemmig afgørelse (50–45, 50–45, and 48–47).
Thompson kæmpede om UFC-Welterweight-mesterskabet på UFC 205, hvor han mødte den regerende mester Tyron Woodley. Kampen endte som uafgjort hvor 2 dommere havde kampen som 47–47 og den tredje 48–47 til Woodley. Men, der opstod forvirring da kampen blev annonceret som en delt afgørelse sejr til Woodley, hvorefter den blev rettet få sekunder efter til og annonceret som en uafgjort. Woodley var hermed stadig mester. Subsequently, both fighters were awarded Fight of the Night bonus awards. UFC-præsident Dana White forklarede at han forventede at en rematch ville finde sted som den næste kamp for begge kæmpere. 

#### 2017
Rematchen mod Woodley fandt sted den 4, marts, 2017, som hovedkampen på UFC 209. Thompson tabte via majority afgørelse (48–47, 47–47, and 48–47). Ud fra 19 medier gav 5 kampen til Woodley, 6 til Thompson og 8 havde den uadgjort.
Thompson mødte Jorge Masvidal den 4. november, 2017 på UFC 217. Han vandt kampen via enstemmig afgørelse (30–26, 30–27, and 30–27).

#### 2018
Thompson mødte engelske Darren Till den 27. maj, 2018 på UFC Fight Night: Thompson vs. Till. Ved indvejningen vejede Till 174.5 pounds, hvilket er 3.5 pounds over welterweight ikke-titelkamp-grænsen på 171. Efter at have forhandlet med Thompsons hold blev kampen kæmpet i catchweight på den betingelse at Till ikke kunne veje mere end 188 på selve kampdagen. Udover dette gav Till 30% af sin indtjening til Thompson. Thompson tabe kampen via enstemmig afgørelse (48–47, 49–46, and 49–46). Resultatet blev anset som kontroversielt da 22 ud af 25 medier mente at Thompson vandt kampen.

#### 2019
Thompson mødte tidligere UFC-Lightweight-mester Anthony Pettis i hovedkampen på UFC on ESPN+ 6 den 23. marts 2019. Han tabte kampen via knockout i 2. omgang efter at have domineret 1. omgang.

## Privatliv
Thompsons svoger er Carlos Machado. Udover dette er Thompsons bror gift med Chris Weidmans søster.

## Mesterskaber og resultater

### Kickboxing
Alle mesterskabsinformationer er fra WonderBoyMMA.com
- 1999 I.S.K.A Georgia State Middleweight Amateur Champion
- 2000 I.S.K.A Southeast Middleweight Amateur Champion
- 2000 I.K.F South East Light Middleweight Amateur Champion
- 2000 I.K.F National Amateur Tournament Middleweight Champion
- 2000 P.K.C National Light Middleweight Amateur Champion
- 2000 U.S.A.K.B.F North American Middleweight Amateur Champion
- 2001 I.K.F National Amateur Tournament Light Heavyweight Champion
- 2002 I.K.F National Light Heavyweight Amateur Champion
- 2002 I.K.F North American Amateur Tournament Light Cruiserweight Champion
- 2001 P.K.C National Light Heavyweight Amateur Champion
- 2001 U.S.A.K.B.F Light Heavyweight Amateur World Champion
- 2001 W.P.K.A Light Heavyweight Amateur World Champion
- 2003 I.K.F Light Cruiserweight Amateur World Champion
- 2003 I.A.K.S.A Cruiserweight World Champion
- 2005 W.A.K.O Cruiserweight World Champion

### MMA
- Ultimate Fighting Championship
  - Knockout of the Night (1 gang) vs. Dan Stittgen
  - Performance of the Night (3 gange) vs. Robert Whittaker, Jake Ellenberger and Johny Hendricks
  - Fight of the Night (1 gang) vs. Tyron Woodley

## Mixed martial arts record
| Resultat | Facit  | Modstander                  | Metode              | Arrangement                                                     | Dato               | Omgang | Tid  | Sted                                | Noter                   |
| -------- | ------ | --------------------------- | ------------------- | --------------------------------------------------------------- | ------------------ | ------ | ---- | ----------------------------------- | ----------------------- |
| Nederlag | 14-4-1 | USA Anthony Pettis          | KO                  | UFC Fight Night 148                                             | 23. marts 2019     | 2      | 4:55 | USA Nashville, Tennessee, USA       |                         |
| Nederlag | 14-3-1 | Storbritannien Darren Till  | Enstemmig afgørelse | UFC Fight Night 130                                             | 27. maj 2018       | 5      | 5:00 | Storbritannien Liverpool, England   |                         |
| Sejr     | 14-2-1 | USA Jorge Masvidal          | Enstemmig afgørelse | UFC 217                                                         | 4. november 2017   | 3      | 5:00 | USA New York City, New York, USA    |                         |
| Nederlag | 13-2-1 | USA Tyron Woodley           | Dommerafgørelse     | UFC 209                                                         | 4. marts 2017      | 5      | 5:00 | USA Las Vegas, Nevada, USA          | Tittelkamp i weltervægt |
| Uafgjort | 13-1-1 | USA Tyron Woodley           | Uafgjort            | UFC 205                                                         | 12. november 2016  | 5      | 5:00 | USA New York City, New York, USA    | Tittelkamp i weltervægt |
| Sejr     | 13-1   | Canada Rory MacDonald       | Enstemmig afgørelse | UFC Fight Night 89                                              | 18. juni 2016      | 5      | 5:00 | Canada Ottawa, Ontario, Canada      |                         |
| Sejr     | 12-1   | USA Johny Hendricks         | KO                  | UFC Fight Night 82                                              | 6. februar 2016    | 1      | 3:31 | USA Las Vegas, Nevada, USA          |                         |
| Sejr     | 11-1   | USA Jake Ellenberger        | KO                  | The Ultimate Fighter: American Top Team vs. Blackzilians Finale | 12. juli 2015      | 1      | 4:29 | USA Las Vegas, Nevada, USA          |                         |
| Sejr     | 10-1   | Canada Patrick Côté         | Enstemmig afgørelse | UFC 178                                                         | 27. september 2014 | 3      | 5:00 | USA Las Vegas, Nevada, USA          |                         |
| Sejr     | 9-1    | Australien Robert Whittaker | TKO                 | UFC 170                                                         | 22. februar 2014   | 1      | 3:43 | USA Las Vegas, Nevada, USA          |                         |
| Sejr     | 8-1    | Canada Chris Clements       | KO                  | UFC 165                                                         | 21. september 2013 | 2      | 1:27 | Canada Toronto, Ontario, Canada     |                         |
| Sejr     | 7-1    | USA Nah-Shon Burrell        | Enstemmig afgørelse | UFC 160                                                         | 25. maj 2013       | 3      | 5:00 | USA Las Vegas, Nevada, USA          |                         |
| Nederlag | 6-1    | USA Matt Brown              | Enstemmig afgørelse | UFC 145                                                         | 21. april 2012     | 3      | 5:00 | USA Atlanta, Georgia, USA           |                         |
| Sejr     | 6-0    | USA Dan Stittgen            | KO                  | UFC 143                                                         | 21. april 2012     | 1      | 4:13 | USA Las Vegas, Nevada, USA          |                         |
| Sejr     | 5-0    | USA Patrick Mandio          | Enstemmig afgørelse | Fight Party: Masquerade Fight Party                             | 1. oktober 2011    | 3      | 5:00 | USA Atlanta, Georgia, USA           |                         |
| Sejr     | 4-0    | USA William Kuhn            | Enstemmig afgørelse | Xtreme Chaos 2                                                  | 15. juli 2011      | 3      | 5:00 | USA Anderson, South Carolina, USA   |                         |
| Sejr     | 3-0    | USA Marques Worrell         | Submission          | Fight Party: Greenville Kage Fighting 2                         | 18. september 2010 | 2      | 3:08 | USA Greenville, South Carolina, USA |                         |
| Sejr     | 2-0    | USA Daniel Finz             | TKO                 | Fight Party: Xtreme Cage Fighting 2                             | 22. maj 2010       | 1      | 3:45 | USA Greenville, South Carolina, USA |                         |
| Sejr     | 1-0    | USA Jeremy Joles            | TKO                 | Fight Party: Greenville Kage Fighting                           | 5. februar 2010    | 2      | 3:40 | USA Greenville, South Carolina, USA |                         |